# 1735 w polityce
Wydarzenia polityczne w 1735 roku.

## Zmarli
- Lorenzo Centurione, doża Genui[1].